# Ptilogyna margaritae
Ptilogyna margaritae är en tvåvingeart som först beskrevs av Alexander 1948.  Ptilogyna margaritae ingår i släktet Ptilogyna och familjen storharkrankar. Inga underarter finns listade i Catalogue of Life.